# Sender ID
Sender ID, auch Sender ID Framework (SIDF), ist ein experimentelles Verfahren der Internet Engineering Task Force (IETF) zur Bekämpfung von Spam bei E-Mail. Es basiert auf dem Sender Policy Framework und Microsofts Caller ID.
Die zuständige IETF-Arbeitsgruppe „marid“ („MTA Authorization Records in DNS“) stellte aufgrund schwerwiegender Differenzen die Arbeiten zur Spezifizierung von Sender ID am 23. September 2004 ein. Als Hauptgrund für das Scheitern gilt, dass Microsoft Patente an Schlüsseltechniken von Sender ID hält und diese damals unter einer Lizenz zur Verfügung stellte, die Anbietern freier Software eine Implementierung unter der GNU General Public License oder einer ähnlichen Open-Source-Lizenz unmöglich machte.
Microsoft plante den Einsatz von Sender ID zu verstärken, indem die hauseigenen Dienste MSN und Hotmail ankommende E-Mails ohne Sender ID als potenziellen Spam klassifizieren sollten. Begründet wurde dieses Vorgehen mit einer recht großen Anzahl von E-Mails, die bereits die Merkmale von Sender ID aufweisen würden. Experten kritisierten dieses Vorgehen und befürchteten, dass Microsoft die Industrie zwingen wolle, einen nicht allgemein akzeptierten Standard zu verwenden. Am 24. Oktober 2006 hat Microsoft das Sender-ID-Verfahren im Rahmen des Open-Specification-Promise-Projekts für jegliche Nutzung freigegeben.